# مصطفی علیزاده

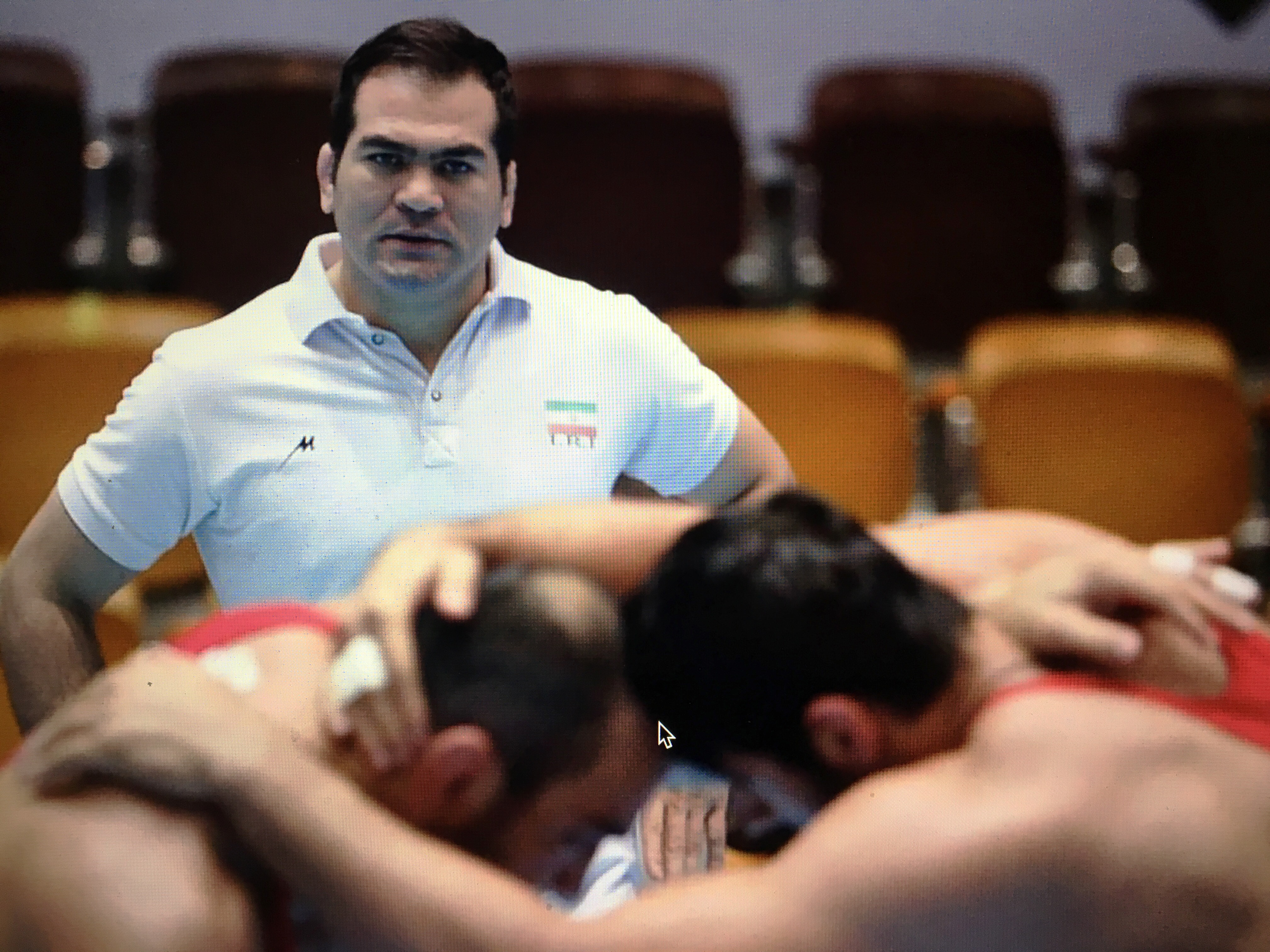
مصطفی علیزاده

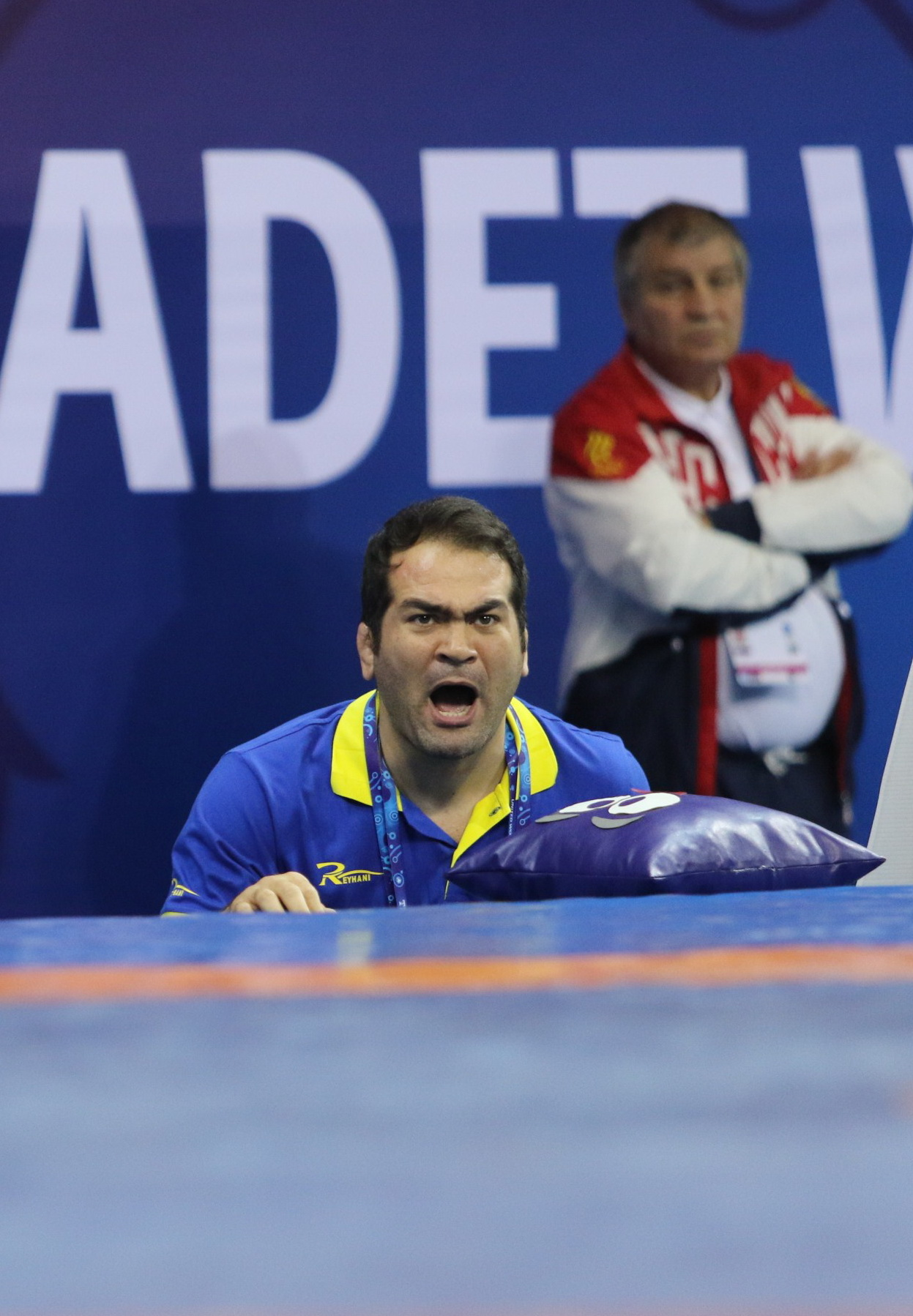
Mostafa alizadeh Iranian wrestler

مصطفی علیزاده به انگلیسی Mostafa Alizaadeh (زاده ۳۰ بهمن ۱۳۵۸ در مشهد) کشتی‌گیر ایرانی اهل مشهد است که مربی ارشد تیم ملی کشتی آزاد نوجوانان و جوانان ایران و سرپرست تیم ملی کشتی آزاد نوجوانان ایران بوده‌است. وی همچنین برادر کوچکتر مرتضی علیزاده قهرمان نوجوانان جهان است. وی هم اکنون ساکن کشور آمریکا است و در جنوب این کشور مشغول آموزش به کشتی گیران جوان آمریکایی است.

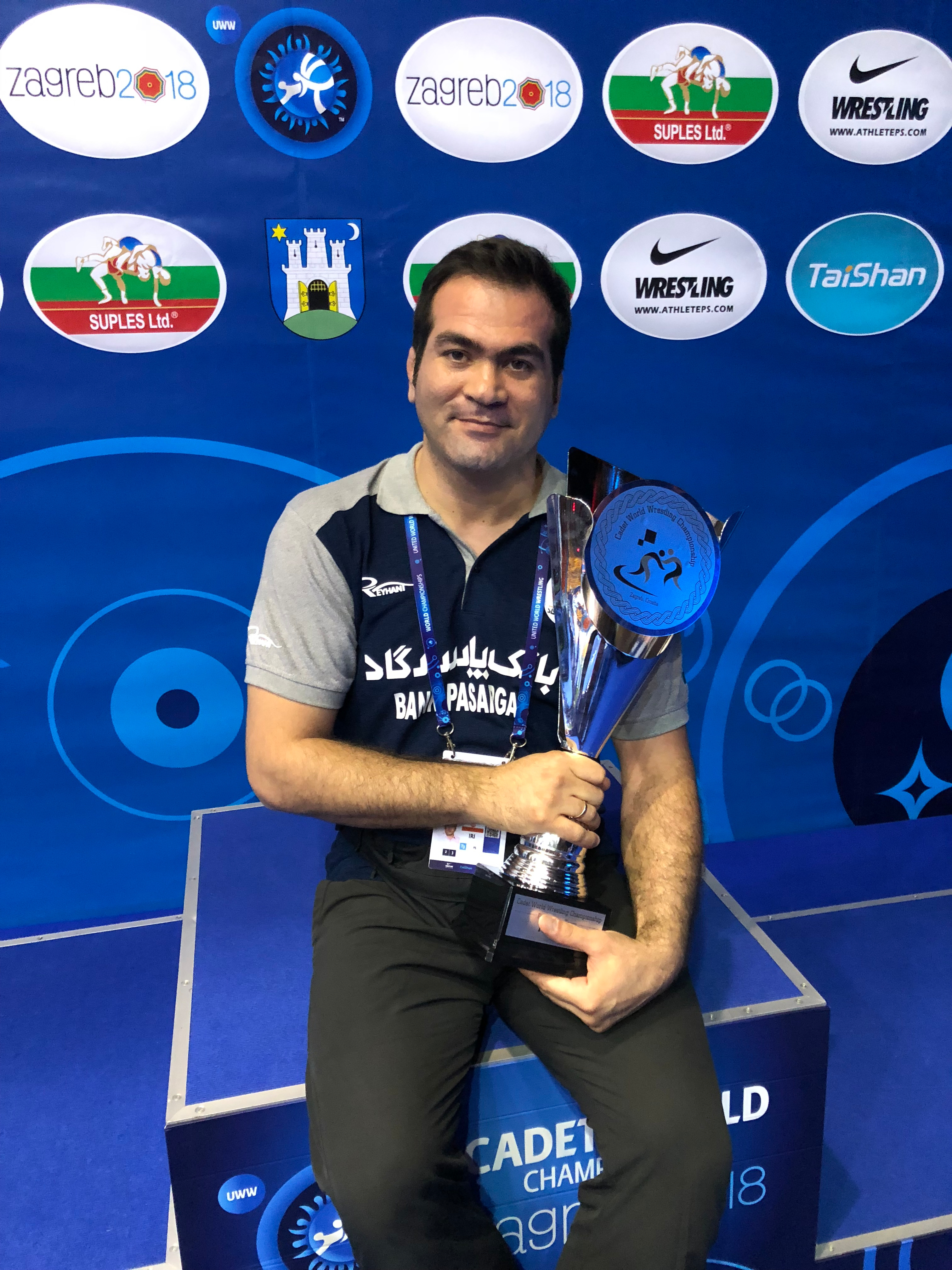
مصطفی علیزاده در مسابقات جهانی ۲۰۱۸

## زندگی حرفه‌ای
مصطفی علیزاده در کارنامه خود نایب قهرمانی جوانان جهان در سال ۲۰۰۰ و قهرمانی آسیا در سال ۱۹۹۹ و همچنین تجربه موفقیت‌آمیزی به عنوان مربی در تیم‌های صاحب نام لیگ برتر کشتی آزاد ایران در طول سال‌های اخیر را دارد.

### سوابق مربیگری
- سرمربی تیم کشتی آزاد کاشان در رقابت‌های جام باشگاهای جهان ۲۰۱۷ (تهران - ایران)[۷]
- مربی تیم ملی کشتی آزاد جوانان ایران در مسابقات قهرمانی آسیا ۲۰۱۳ (پوکت - تایلند)[۸]
- مربی تیم ملی کشتی آزاد جوانان ایران در مسابقات قهرمانی جهان ۲۰۱۳ (صوفیه - بلغارستان)[۹]
- مربی تیم ملی کشتی آزاد نوجوانان ایران در مسابقات قهرمانی جهان ۲۰۱۴ (هومنه - اسلواکی)[۱۰][پیوند مرده]
- مربی تیم ملی کشتی آزاد نوجوانان ایران در مسابقات قهرمانی آسیا ۲۰۱۵ (دهلی نو - هند)[۱۱]
- مربی تیم ملی کشتی آزاد نوجوانان ایران در مسابقات قهرمانی جهان ۲۰۱۵ (سارایوو - بوسنی و هرزگوین)[۱۲]
- مربی تیم ملی کشتی آزاد نوجوانان ایران در مسابقات قهرمانی آسیا ۲۰۱۶ (تایجون - تایوان)[۱۳]
- مربی تیم ملی کشتی آزاد نوجوانان ایران در مسابقات قهرمانی جهان ۲۰۱۶ (تفلیس - گرجستان)[۱۴]
- مربی و سرپرست تیم ملی کشتی آزاد نوجوانان ایران در مسابقات قهرمانی آسیا ۲۰۱۷ (بانکوک - تایلند)[۱۵]
- مربی و سرپرست تیم ملی کشتی آزاد نوجوانان ایران در مسابقات قهرمانی جهان ۲۰۱۷ (آتن - یونان)[۱۶]
- مربی و سرپرست تیم ملی کشتی آزاد نوجوانان ایران در مسابقات قهرمانی جهان ۲۰۱۸ (زاگرب - کرواسی)[۱۷]
- مربی و سرپرست تیم ملی کشتی آزاد نوجوانان ایران در مسابقات قهرمانی آسیا ۲۰۱۸ (تاشکند - ازبکستان)[۱۸]
- مربی ارشد تیم ملی کشتی آزاد نوجوانان ایران در مسابقات قهرمانی آسیا ۲۰۱۹ (نورسلطان - قزاقستان)[۱۹]
- مربی ارشد تیم ملی کشتی آزاد نوجوانان ایران در مسابقات قهرمانی جهان ۲۰۱۹ (صوفیه - بلغارستان)[۲۰]